# うすき製薬
うすき製薬株式会社（うすきせいやく）は、大分県臼杵市に本社を置く製薬会社。

## 沿革
- 1920年（大正9年）6月 - 後藤前が大分県北海部郡臼杵町（現在の臼杵市）に後藤薬院として創業。痛み止め薬「後藤散」の製造販売を開始。
- 1948年（昭和23年）5月 - 臼杵製薬株式会社に改組。
- 1976年（昭和11年） - 有限会社高木製薬を吸収合併。
- 1980年（昭和55年）7月 - かぜ薬「後藤散かぜ薬 顆粒」の製造販売を開始。
- 1985年（昭和60年）3月 - 咳止め薬「後藤散せきどめ」の製造販売を開始。
- 1995年（平成7年）7月 - うすき製薬株式会社に社名変更。
- 2001年（平成13年）11月 - 成熟かぼす果汁の製造販売を開始。有限会社かぼす工房を設立。
- 2010年（平成22年）8月 - フォレストホールディングスグループ傘下に入る[1]。

## 商品

### 医薬品
- 後藤散【指定第2類医薬品】
- 後藤散かぜ薬 顆粒【指定第2類医薬品】
- 後藤散せきどめ【指定第2類医薬品】
- 後藤散いたみどめ顆粒G【指定第2類医薬品】
- 後藤散いたみどめ顆粒【指定第2類医薬品】
- いんようはーぶドリンク【第2類医薬品】（製造販売元：大同薬品工業）

### 食品
- 後藤散のど飴
- 後藤散のど飴 糖類ゼロ
- 後藤散のど飴 糖類ゼロ プレミアム
- 乳酸菌のど飴
- 塩糀飴

### その他
- 後藤散オブラート
- ココバーユ

## 過去の商品

### 医薬品
- かぜゴトーサン

## CM出演者
- 3代目三遊亭圓右
- 斎藤清六
- 南こうせつ - 大分県出身。BGMにはかぐや姫の『僕の胸でおやすみ』が使われた。
- 木下優 - 高校時代、本名（当時）の「久保山香」名義で出演。
- 寺島咲